# رودلف بروننمیر
رودلف بروننمیر (انگلیسی: Rudolf Brunnenmeier; ۱۱ فوریهٔ ۱۹۴۱ – ۱۸ آوریل ۲۰۰۳) بازیکن فوتبال اهل آلمان بود.
از باشگاه‌هایی که در آن بازی کرده‌است می‌توان به باشگاه فوتبال زوریخ و باشگاه فوتبال مونیخ ۱۸۶۰ اشاره کرد.
وی همچنین در تیم ملی فوتبال آلمان بازی کرده‌است.